# Vitalij Jelisejev
Vitalij Jelisejev, född den 26 februari 1950 i Ganja i dåvarande Azerbajdzjanska SSR i Sovjetunionen (nu Azerbajdzjan), är en sovjetisk före detta roddare.
Han tog OS-silver i fyra utan styrman i samband med de olympiska roddtävlingarna 1980 i Moskva.